# فكتور اولسن
فكتور اولسن (بالنرويجية البوكمول: Viktor Olsen)‏ هو منافس ألعاب قوى نرويجي، ولد في 5 فبراير 1924.

## وصلات خارجية
- فكتور اولسن على موقع الاتحاد الدولي لألعاب القوى (الإنجليزية)
- فكتور اولسن على موقع أوليمبيديا (الإنجليزية)